# 川路寛堂
川路 寛堂（かわじ かんどう、弘化元年12月21日（1845年1月28日） - 昭和2年（1927年）2月5日）は、江戸時代末期（幕末）から昭和の旗本、大蔵省官僚、教育者。川路聖謨の孫に当たる。通称は太郎、諱は温、寛堂は号だが、伊藤博文秘書役時代、公文書に寛堂と署名していたため、本名も寛堂になったという。

## 生涯

### 学業
弘化元年（1844年）12月21日、江戸番町冬青木坂上に川路彰常の長男として生まれた。弘化3年（1847年）9月25日、2歳で父と死別し母も再婚して別離、大叔父の井上清直夫妻に引き取られ養育された。嘉永3年（1850年）2月27日に下総佐倉藩医鏑木仙安の手で牛痘を接種、嘉永4年（1851年）6月22日に6歳で奈良奉行を退任して江戸へ召還された祖父川路聖謨と面会して川路家に戻り、祖父の庇護を受けた。同年10月に大坂東町奉行に異動した祖父に連れられ大坂へ移住したが、翌嘉永5年（1852年）に祖父が江戸へ戻り勘定奉行に就任すると共に江戸へ帰着、虎ノ門屋敷へ移り住んだ。
日下部伊三治、安積艮斎に漢学を学び、昌平黌に入学。酒井良佐に剣術を学んだが、これは熱心にはなれなかったという。また箕作阮甫、蕃書調所に蘭学を学び、中浜万次郎、森山多志郎に英語を学んだ後、吉原重俊、福島敬典等と共に武田斐三郎に師事して英語、測量術を学び、横浜仏語伝習所でメルメ・カションにフランス語を学んだ。

### 幕府出仕

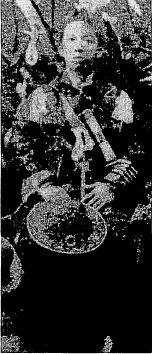
上海にて（1866年）

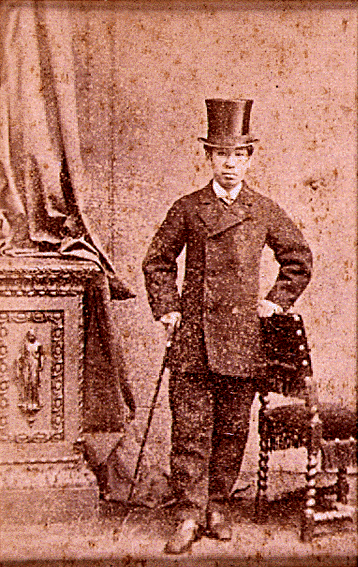
ロンドンにて　東京大学史料編纂所蔵

安政3年（1856年）6月10日に小姓組酒井対馬守組、後に仙石右近組に入り、安政6年（1859年）に祖父が将軍継嗣問題などに絡む政争のため失脚すると、8月27日に家督を継ぎ、柴田能登守組を経て文久3年（1863年）1月22日に小納戸、同年2月と12月に行われた14代将軍徳川家茂の上洛に随行した。元治元年（1864年）5月20日に江戸へ戻り6月23日に勤仕並寄合、慶応2年（1866年）8月27日に幕府陸軍歩兵頭並。同年9月7日にイギリス留学を命じられ、ウィリアム・ロイド監督の下、中村正直と留学生取締として10月25日に横浜港を出帆、ロンドンに渡った。当初は中風で寝たきりの祖父が心配だったが、祖父から励ましの言葉をもらい、江戸に祖父と継祖母さと、妻花子を残して異郷へ旅立った。

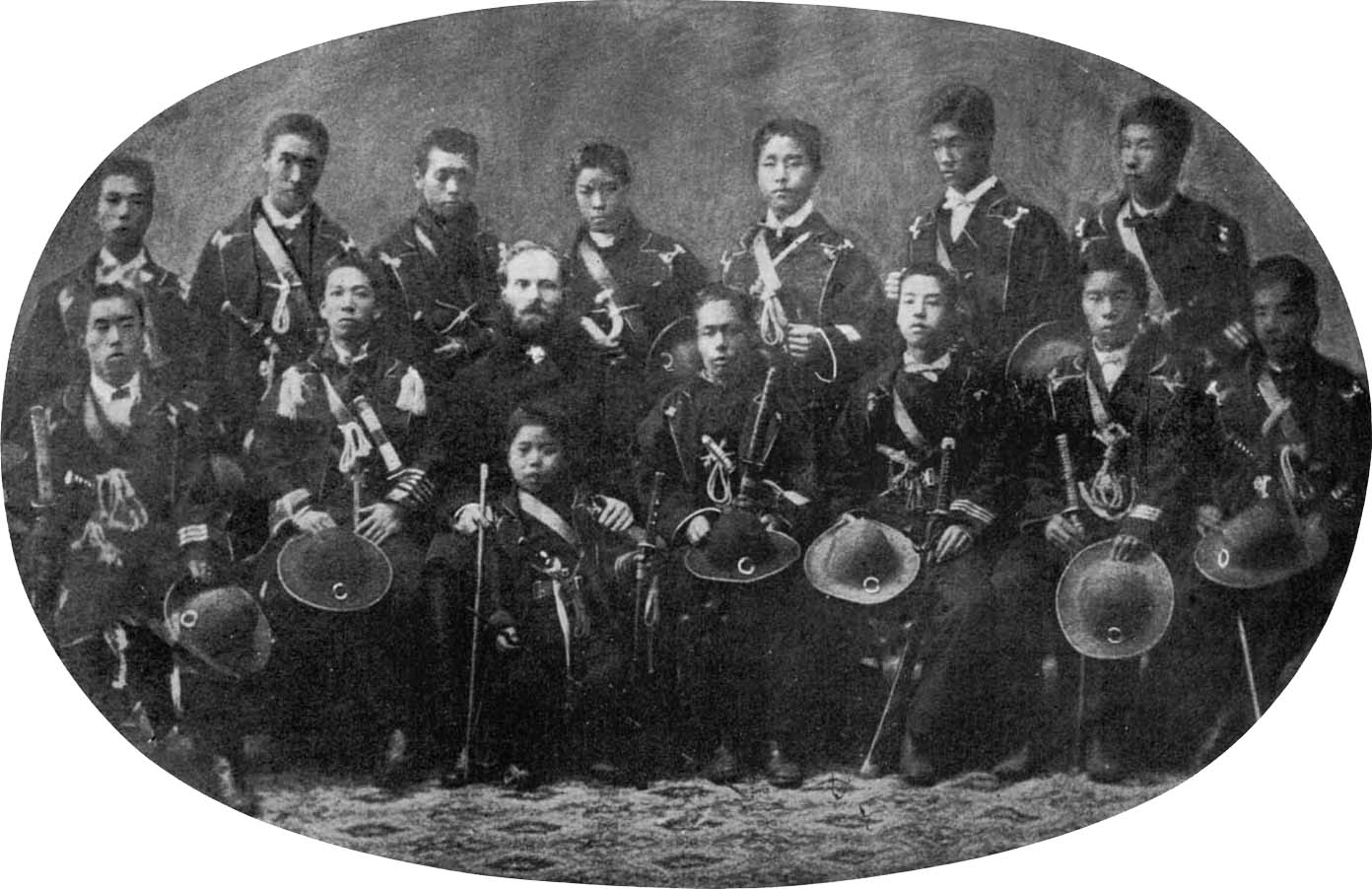
慶応2年11月1日英国留学の為め出発の途中上海にて。後列向って右より外山捨八（正一）、林桃三郎（董）、福沢英之助、杉徳三郎、億川一郎、安井真八郎、岩佐源二。前列向って右より市川盛三郎、箕作奎吾、成瀬錠五郎、中村敬輔（正直）、レベレンド・ウィリヤム・ロイド、川路太郎（寛堂）、伊東昌之助（岡保義）。最前列箕作大六（菊池大麓）。

慶応3年（1867年）1月から慶応4年（1868年）6月までエドワード・モルトビー に英語を学ぶ傍ら、徳川昭武の来訪のため度々フランスの首都パリに出て向山黄村等と協議を行った。
ところが、慶応4年1月4日にパリ方より大政奉還の報を受け、4月28日に日本への帰国を決定するも渡航資金がなく、閏4月18日に渋沢栄一に委細を報告した所、昭武より帰国資金を得て6月25日に横浜に帰国した。帰国してみると祖父は江戸開城直前にピストルで自殺、留学中に花子が産んだ娘万喜は夭折、秩父の旧家に預けていた家財も盗まれ、無一文となっていた。

### 大蔵省出仕
旧幕臣の多くは静岡藩に出仕して移住したが、これに与せず平民となり、横浜に出た。滞欧中ナポレオン3世の威光に接していたため、明治3年（1870年）に普仏戦争が勃発すると、生糸需要国フランスの勝利を見込んで生糸を買い込んだが、フランスはナポレオン3世がプロイセンの捕虜になる大敗となり当てが外れ、士族の商法の例に漏れず借財を作った。
しかし、この間伊藤博文・川村純義と面識を持ち、明治4年（1871年）11月に岩倉使節団が計画されると、留学経験を見込まれ渋沢栄一・田辺太一等によって推挙され、大蔵省三等書記官として随行することとなった（かつて留学生だった林董も二等書記官として参加していた）。
明治5年（1872年）6月25日、アメリカ・ニューヨークで財政出納事務、翌明治6年（1873年）1月10日にオランダで土木工役視察を命じられ、建築師ケンプルを伴いアムステルダムの運河、マース川堤防、ニューウェ・ワーテルウェフ、ハーレマーメール埋立地、ゼーラント州堤防を視察した。9月に使節団と共に帰国し、大蔵省で会計残務の整理を行った。
明治7年（1874年）3月28日に横浜に出張し、外国人交渉事務。明治8年（1875年）1月から4月まで工部省大鳥圭介、大蔵省河野通猷、北島兼弘、オーストリア公使セッファー と共にシャムに出張した。
同年10月、大蔵卿大隈重信に「現貨濫出論」を提出して金銀比価の是正を提言し、翌明治9年（1876年）3月4日に貨幣条例が改正されたが、効果は薄かった。また、西洋式簿記にアラビア数字を用いることを建言し、米商会所の設立に参画した。
明治9年（1876年）1月12日に大蔵権少丞、2月20日に正七位に進むが、明治10年（1877年）1月11日に各省の大少丞が廃官となり、罷免された。その後、横浜税関長に推挙されるも実現せず、英米人の法律顧問、仲裁裁判所の特例実施等の仕事を細々と行った。

### 教師転身

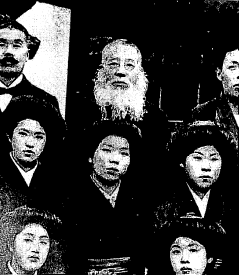
淡路高等女学校校長時代 洲本高等学校蔵

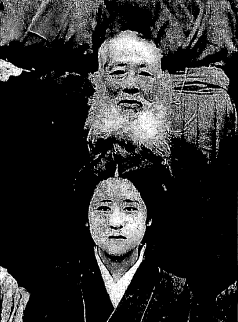
松蔭女学校副校長時代　松蔭女子学院蔵

明治18年（1885年）、芝区三田台町3番地に月山学舎を設立し、慶應義塾に入学する前の生徒に英語を教え、丹下謙吉、三宅克己等が出た。
明治26年（1893年）8月15日広島県福山尋常中学校教員雇、9月10日教師。教え子に永井潜、丸山鶴吉。住所は深安郡深津村106番地。
明治32年（1899年）7月6日、妻花子の結核療養のため淡路島に移り、兵庫県洲本中学校教諭心得となり、修身、英語を担当した。明治36年（1903年）1月31日、兵庫県津名郡三原郡組合立淡路高等女学校（後洲本中学校に統合）校長。教え子に大内兵衛、高木市之助。
明治38年（1905年）、ヨーロッパから水着を取り寄せて女学生に水泳訓練を実施した。住所は津名郡洲本町汐見町1番地。大正元年（1912年）従六位。
大正3年（1914年）4月、神戸市松蔭女学校副校長となり、大正11年（1922年）まで修身、東洋史、西洋史を教えた。晩年は葺合区熊内池ノ端に住み、昭和2年（1927年）2月5日に82歳で死去し、多磨墓地に葬られた。

## 著書
- 「月山漫筆」 自伝[1]
- 「英航日録」[1]
- 「暹羅記行・紀略」 NDLJP:767220
- 『川路聖謨之生涯』 NDLJP:992345
- 『政家必携各国年鑑』 NDLJP:805775
  - フレデリック・マーティン（英語版）編『ステーツマンズ・イヤーブック（英語版）』1873年版抄訳
- 『英国倒行律例』 NDLJP:795099

## 親族
- 祖父：川路聖謨
- 義祖母：川路高子
- 父：川路彰常
- 母：しげ - 幕臣根本善左衛門玄之女[5][19]
- 大叔父：井上清直

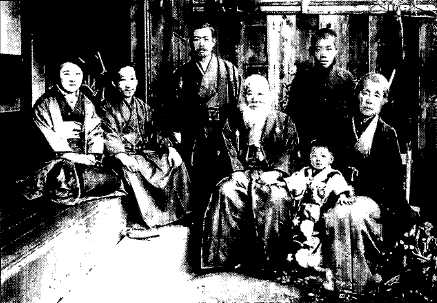
1920年大晦日、神戸自宅にて。手前が寛堂とサダ、間に柳虹娘克子、建物側に柳虹夫妻、奥は島崎家。学習院大学史料館所蔵

- 先妻：花子 - 旗本浅野長祚五女（母は出羽亀田藩主岩城隆喜の娘貞子）。文久3年（1863年）9月14日結婚、明治36年（1903年）5月22日に54歳で没[5][20]。工部美術学校第一期生。
- 後妻：サダ - 旧姓吉見。三原町出身。元花子付添婦で、花子の死後入籍し、町長、村長等から非難を受けた[5][21]。
- 息子：柳虹 - 詩人。
- 二女を生むも夭折[5]。長女万喜は寛堂が旅行中の慶応2年（1866年）12月に誕生したが、慶応4年（1868年）に夭折した[22]。